# 起世经
《起世经》，又称《起世因本经》，为佛陀解说宇宙形成、发展、组织和灭亡的经书。

## 译本
《起世经》分十二品，包括阎浮洲品、郁单越洲品、转轮圣王品、地狱品、诸龙金翅鸟品、阿修罗品、四天王品、三十三天品、斗战品、劫住品、世住品、最胜品。现存译本包括：
- 西晋法立、法炬共同译《大楼炭经》，
- 东晋佛陀耶舍、竺佛念共译的《长阿含经》（卷十八至卷二十二）中的《世記經》，
- 隋朝阇那崛多的《起世经》，
- 隋朝达磨笈多译《起世因本经》，

有關的佛典，還有陳真諦譯《立世阿毘曇論》、說一切有部的《施設論》（大毘婆沙論或稱「施設世界經」，大智度論稱「分別世處分」）。

## 内容
《起世经》主要包括四个部分，首先阐述了劫前世界（宇宙）的状况；其次阐述了世界坏灭时世间经历的诸多劫难；再次阐述新的世界所成立的状况；最后阐述世间众生的诞生。
婆羅門教有「往世書」Purāṇa，敘述五事──宇宙的創造，宇宙的破壞與再建，神統與王統的世系，古代諸王治世的情形，月族的歷史。「世記經」，可說是佛教立場的「往世書」。

## 考證
印順法師認為「世記經」稱為佛說，只是某一部派的傳說（如，法藏部四分律說長阿含中，有「世界成敗經」），而不是各派公認的，如銅鍱部「長部」，就沒有與「世記經」相當的契經。世間施設，是當時佛教界的共同論題，共同要求。各部派都有類似的部類，但或稱為經，或稱為論，並不一致。
1. 1 2  印順法師. .   [2017-01-01]. （原始内容存档于2020-12-21）.